# Pál László Esterházy
Pál László Esterházy (Alsópaty, 23 maggio 1730 – Mohács, 7 novembre 1799) è stato un vescovo cattolico ungherese.

Stemma della famiglia Esterházy

Membro di una delle famiglie più ricche d'Europa, fu vescovo di Pécs, in Ungheria.

## Biografia
Nato ad Alsópaty, nella contea di Vas, il 23 maggio 1730 dal conte Ádám Esterházy de Csesznek e da Erzsébet Berényi, Pál László iniziò la carriera ecclesiastica entrando nell'ordine dei paolini nel 1746.
Era stato inviato, tra 1749 e 1753, a Roma per completare gli studi di teologia presso il Collegio Germanico-Ungarico. Tornato in patria come esperto di lingua ebraica, divenne uno dei più importanti docenti paolini d'Ungheria. Successivamente ricoprì la carica di maestro provinciale (nel 1761 e nel 1764), e quindi, nel 1769, fu eletto maestro generale. In virtù di tale nomina, nello stesso anno si recò nuovamente a Roma per la visita ad limina. In quell'occasione la regina Maria Teresa gli affidò importanti incarichi diplomatici da svolgere presso le corti pontificia e napoletana. Dopo 40 giorni di viaggio, giunse finalmente a Roma, dove incontrò papa Clemente XIV. Da Roma si recò poi a Napoli, per consegnare a Maria Carolina, moglie di Ferdinando IV di Borbone, una lettera della madre Maria Teresa. Tornato successivamente in Ungheria, Pál László Esterházy si impegnò con energia nell'opera di riforma dell'ordine e il 21 agosto 1770 visitò anche il convento di Pécs.
Il capitolo generale del 1775, con speciale autorizzazione pontificia, lo riconfermò maestro generale. In quegli anni trovò il tempo anche per scrivere alcune opere, per lo più di carattere apologetico-agiografico. Nominato quindi da Cristoforo Migazzi gran preposto e vicario generale della diocesi di Vác e dal 1776 vescovo ausiliare della medesima sede, Esterházy fu costretto a rinunciare alla carica di maestro generale. Il 23 giugno 1780 fu, infine, designato a ricoprire l'incarico di vescovo di Pécs. L'ingresso in cattedrale avvenne il 29 maggio 1781 con una processione che partì dal convento dei Paolini. Durante la cerimonia Esterházy donò alla città le reliquie di san Faustino martire romano, che aveva ricevuto dal cardinale Antonio Maria Erba Odescalchi.
A Pécs operò per il rinnovamento religioso e urbanistico della città. Ha fatto costruito innumerevoli chiese e scuole, oltre alle residenze vescovili di Pécs, di Mohács e di Szentlászló. Ha fatto arricchire la biblioteca vescovile di Pécs con una collezione preziosa di minerali.

## Genealogia episcopale
La genealogia episcopale è:
- Cardinale Scipione Rebiba
- Cardinale Giulio Antonio Santori
- Cardinale Girolamo Bernerio, O.P.
- Arcivescovo Galeazzo Sanvitale
- Cardinale Ludovico Ludovisi
- Cardinale Luigi Caetani
- Cardinale Ulderico Carpegna
- Cardinale Paluzzo Paluzzi Altieri degli Albertoni
- Cardinale Flavio Chigi
- Papa Clemente XII
- Cardinale Giovanni Antonio Guadagni, O.C.D.
- Cardinale Cristoforo Bartolomeo Antonio Migazzi
- Vescovo Pál László Esterházy